# Deuxième guerre samnite
Guerres samnites
Batailles
La deuxième guerre samnite est un conflit opposant la République romaine à la confédération samnite sur plus de vingt années, entre 327 et 304 av. J.-C.
Elle commence par l’épisode de l'« affaire de Naples » en 327-326 av. J.-C., et Rome mène une stratégie de contournement en menant des opérations en Apulie sur l'appel de certaines cités contre des raids samnites, mais la première partie de la guerre se termine par le désastre romain des Fourches Caudines en 321 av. J.-C. L'armée romaine passe sous le joug et Rome doit accepter un traité de paix infamant.
La guerre reprend très rapidement, et il s'ensuit une série de victoires de part et d'autre, dont une lourde défaite romaine en 315 av. J.-C. à la bataille de Lautulae qui voit les Samnites couper la Campanie du Latium. Les Romains parviennent à reprendre le contrôle des marais pontins et de la liaison entre Capoue et Rome, mais les raids samnites se multiplient jusqu'aux portes de Rome. Cette dernière reprend le dessus vers 312 av. J.-C. Le conflit s'étend alors aux Étrusques, cependant les Romains l'emportent au lac Vadimon en 310 av. J.-C. et cette guerre marque le début du déclin des Étrusques. Plusieurs peuples soumis ou proches se révoltent contre Rome dans les années suivantes, tels les Herniques, les Volsques, les Èques et les Marses. Rome parvient à mater les rébellions, à continuer ses opérations en Apulie où elle trouve de nouvelles cités alliées, et enfin à mener un raid audacieux et victorieux jusqu'à Bovianum en 305/304 av. J.-C.
La perte de cette capitale des Pentriens, principale tribu des Samnites, les incitent à demander la paix bien que les forces samnites soient encore nombreuses et que la guerre a essentiellement eu lieu en terres romaines. Cependant, les Samnites sont épuisés par plus de vingt années de guerre et cèdent la domination de la vallée du Liris, jusque-là partagée, et acceptent la domination romaine en Campanie et en Apulie. Les Romains profitent de la trêve pour se renforcer et la guerre reprend bientôt vers 299/298 av. J.-C. : la troisième guerre samnite.

## Contexte
À la suite de la première guerre samnite et de la guerre latine qui s'ensuit, Rome domine un état réunissant le Latium et une partie de la Campanie. La domination romaine va des terres au nord autour de Véies jusqu'à Cumes et Capoue au sud via la quasi-intégralité du Latium et les anciennes terres des Aurunces et des Ausones, qui permettent à Rome de contrôler une mince bande côtière entre le Latium et la Campanie, près du pays des Sidicins laissé aux Samnites.
La confédération samnite est l'alliée de Rome depuis 354 av. J.-C. sauf durant le court intermède de la première guerre samnite entre 343 av. J.-C. À nouveau alliée avec Rome lors de la révolte des Latins, rejoints par les Volsques, des éléments campaniens et sidicins, elle aide Rome à l'emporter en 338 av. J.-C. Cependant, même si Rome lui laisse les mains libres sur tout le pays à l'est du Liris, sur des terres volsques et sidicines, il est manifeste que Rome a le plus profité de la victoire commune lors de la guerre latine.
Rome n'hésite pas à renforcer ensuite sa frontière par la déduction de colonies sur la frontière samnite, à l'instar de Calès en 335 av. J.-C., et même dans la zone d'influence laissée à ces derniers. De plus, la prédominance grandissante de Rome sur la Campanie met les deux puissances, Romains et Samnites, au contact,. Ainsi Rome cherche à compléter son dispositif de défense. Par exemple, en 328 av. J.-C., une colonie est déduite à Frégelles, pourtant sur la rive sud du Liris, dans la zone samnite,,.
Naples est restée une ville dominée par l'aristocratie grecque, mais celle-ci doit faire face aux éléments populaires. Un conflit oppose les nobles à la plèbe et aboutit à de graves troubles en l'an 327 av. J.-C. L'aristocratie penche pour une alliance avec Rome tandis que la plèbe se tourne ouvertement vers les Samnites. Bien que Naples soit toujours une cité grecque, la ville a accueilli un grand nombre d'éléments italiques qui sont montés jusqu'au cercle dirigeant.

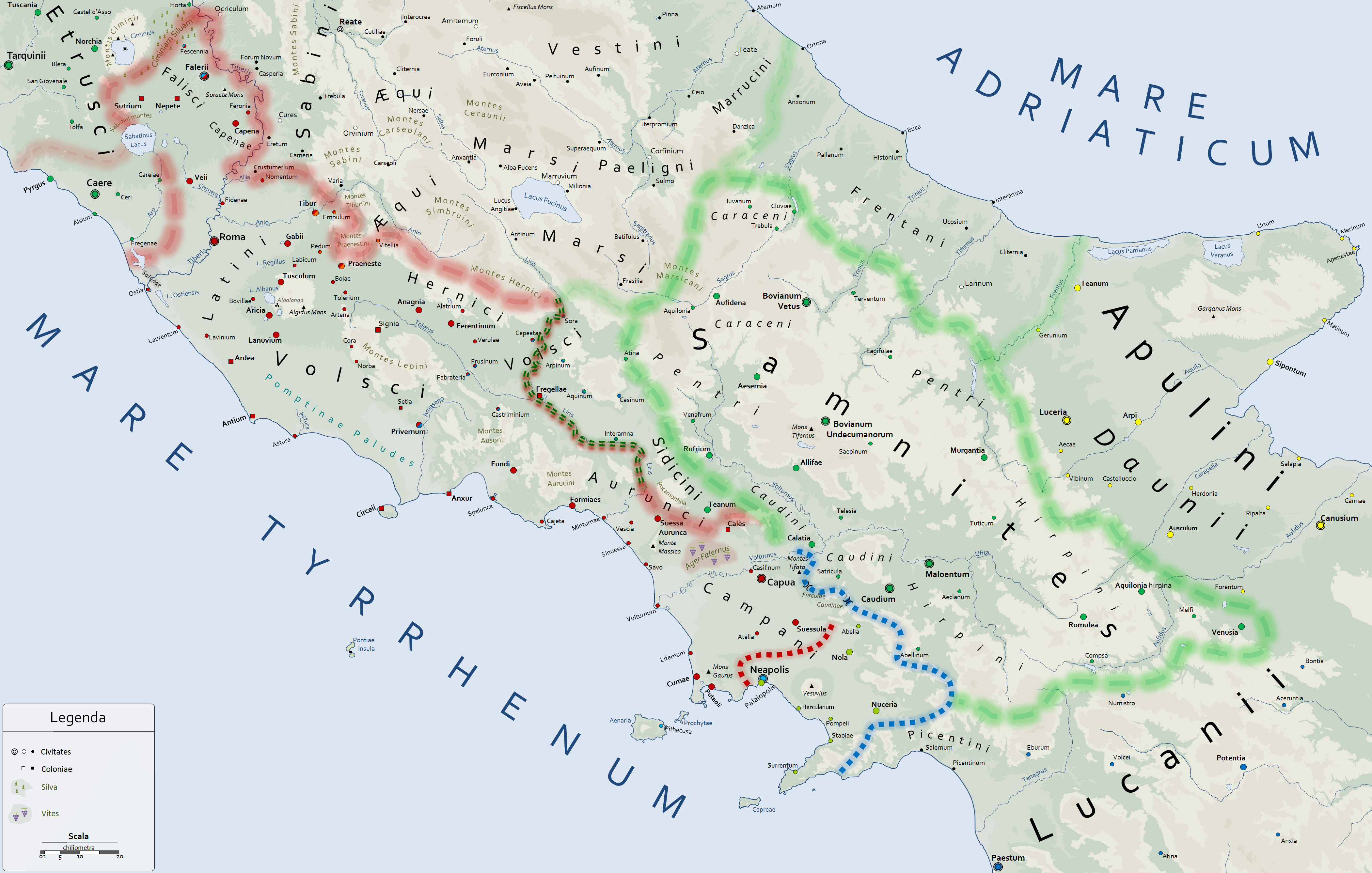
Carte du Latium, de la Campanie et du Samnium au début de la deuxième guerre samnite.
Légende des couleurs des cités et des colonies :
Légende des couleurs des limites :

- Étrusques
- Falisques ayant le statut d'alliés de Rome
- Romains
- Ville latine ayant le statut d'alliée de Rome
- Ville dominée par Rome ou colonie romaine peuplée de natifs volsques
- Ville volsque ou samnite
- Samnites (Caracéniens, Pentriens, Caudiniens, Hirpins)
- Campaniens sous influence samnite
- Grecs
- Lucaniens
- Dauniens et autres Apuliens
- Peuples neutres : Ombriens, Sabins, Èques, Vestins, Marses, Péligniens, Marrucins, Frentans et Picentins

- Limite approximative des sphères d'influence romaine et samnite à la suite du traité de 354[N 1]
- Limites approximatives des terres sous domination romaine
- Limites approximatives des terres sous domination samnite
- Limites approximatives de l'État campanien de Capoue
- Frontière entre le Samnium et la Campanie

## Le déroulement de la guerre

### L'«affaire de Naples» 327-326

#### Le récit des auteurs antiques

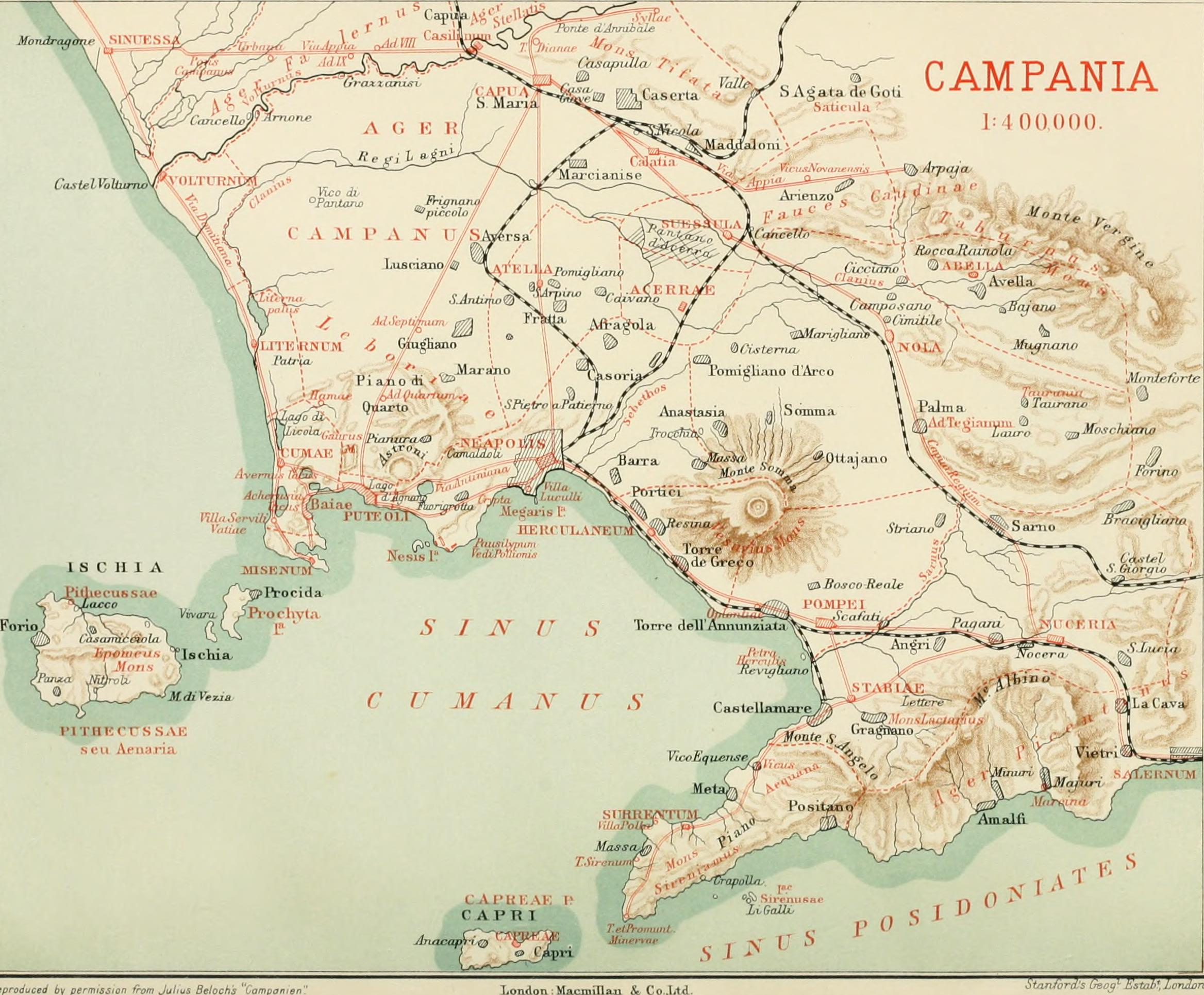
Naples (Neapolis) et la Campanie, carte de Ch. Waldstein et L.K.H. Shoobridge, 1908.

Selon Tite-Live, en 327, Palaiopolis, la vieille ville de Naples, multiplie les actes d'hostilités envers les Romains. Les fétiaux leur adressent des réclamations, et devant l'insolente réponse, la guerre est déclarée par le Sénat. Le consul Quintus Publilius Philo est chargé de cette guerre tandis que son collègue Lucius Cornelius Lentulus surveille les Samnites pour prévenir tout mouvement de leur part. De plus, il y a des rumeurs de défections des Campaniens sous domination romaine, et Cornelius installe son camp non loin de Capoue.
Les Samnites et les Romains se préparent à la guerre. Deux mille guerriers de Nola et le double de Samnites viennent en renfort à Palaiopolis, sur l'initiative de la ville campanienne de Nola. Publilius Philo établit son camp entre Palaiopolis et Neapolis, la vieille ville et la ville de neuve de Naples.
En 326, après que la guerre est déclarée entre Rome et les Samnites selon Tite-Live, les Grecs de Palaiopolis choisissent de livrer la ville aux Romains. Ils font partir les Nolains et Samnites par des subterfuges. Publilius Philo, resté sur place et devenu le premier proconsul romain, entre dans Naples. Tite-Live précise, sans y croire, que certaines de ces sources disent que ce sont les Samnites, et non les Grecs, qui livrent la ville.
Un triomphe est décerné à Publilius Philo, les Fasti triumphales donnent ce triomphe sur les Samnites et les Palaeopolitaniens le 1er mai 326. Un traité d'amitié et d'alliance est conclu entre Naples et Rome.

#### L'analyse des historiens modernes
Les troubles internes à Naples sont le casus belli de la deuxième guerre samnite. Si Rome domine le nord de la Campanie autour de Capoue, les Samnites ont des alliés avec les cités du sud-est aux abords des montagnes qui délimitent la Campanie du Samnium, telles que Nola et Nuceria Alfaterna.

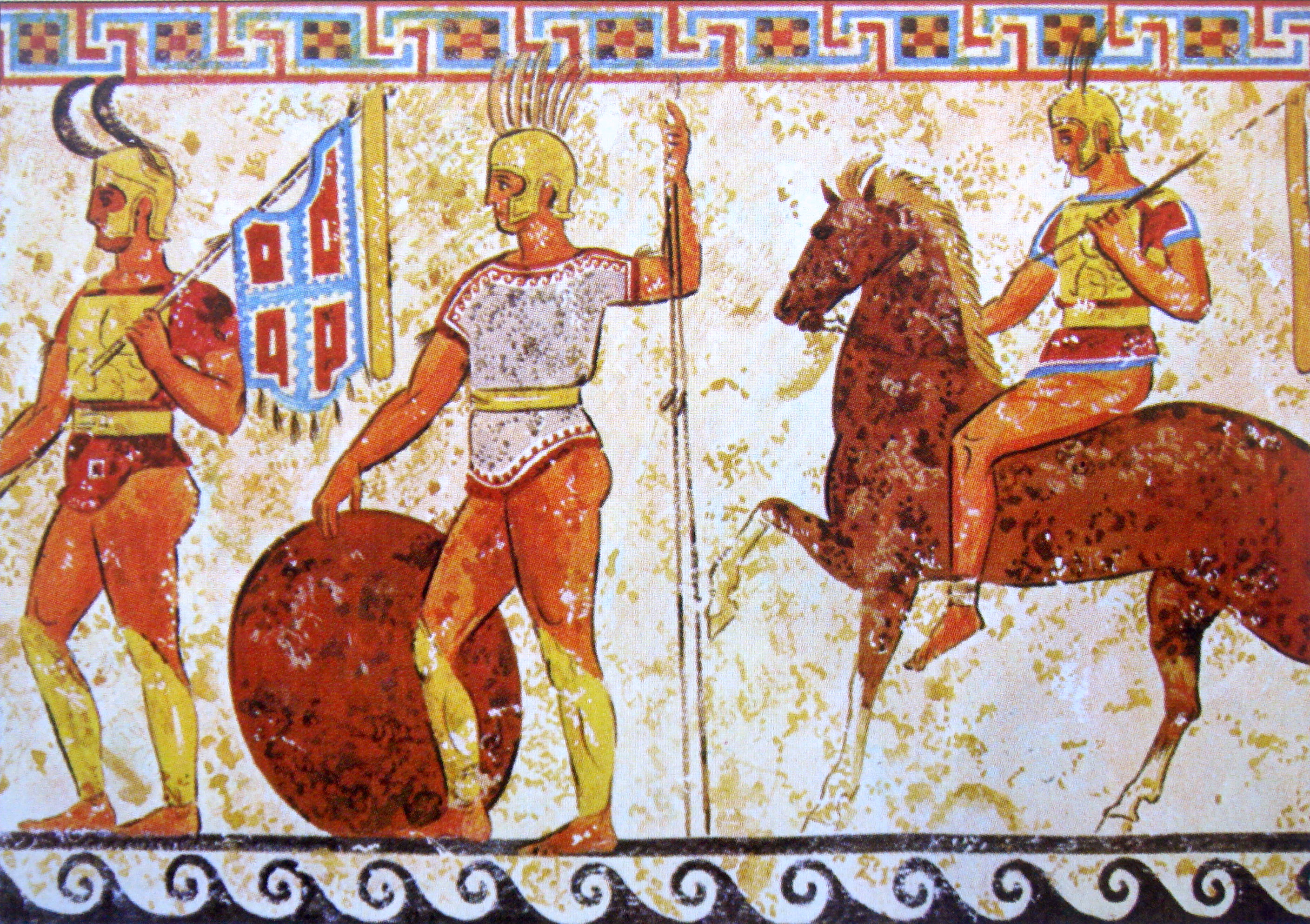
Soldats samnites, d'après une frise décorant un tombeau à Paestum en Lucanie, IVe siècle av. J.-C.

L'élément populaire napolitain, composé de nombreux Osques, font appel aux Samnites. Deux mille guerriers de Nola et le double de Samnites viennent en soutien. L’élément populaire et osque ainsi que les guerriers arrivés en renforts se retranchent dans Palaiopolis, la ville ancienne, tandis que l'aristocratie se maintient à Neapolis, la nouvelle ville. Naples est alors coupée en deux. L'aristocratie grecque napolitaine fait quant à elle appel à Rome,. Les deux villes sont semble-t-il reliées par une sorte de passage fortifié.
Rome intervient l’année suivante en 326, et les chefs populaires préfèrent traiter avec les Romains, faisant partir leurs alliés italiques, et les deux cités nouent une alliance forte, Naples ayant comme seule obligation de mettre à disposition sa flotte si Rome est en guerre,. La cité grecque garde ses magistrats, ses cultes, sa monnaie et sa langue.
Le proconsul Quintus Publilius Philo triomphe sur les Samnites et Palaiopolis, même si son rôle exact est méconnu. Il est le premier exemple de proconsul.
L'« affaire de Naples » en 327-326 débouche sur une très longue guerre opposant la République romaine à la confédération samnite entre 326 et 304,.

### Le début de la guerre 326-321

#### Le récit des auteurs antiques
Selon Tite-Live, les Romains et les Samnites se préparent à la guerre au début de l'affaire de Naples en 327 et la déclaration de guerre entre la République et la Confédération date de 326, peu de temps avant l'alliance romano-napolitaine.
L'historien rapporte que les Lucaniens d'une part, et les Apuliens d'autre part, se mettent alors sous la protection de Rome. Des traités sont alors établis faisant d'eux des amis de Rome. Tarente s'allie alors aux Samnites pour faire front contre la puissance grandissante de Rome et convainc les Lucaniens de changer de camp.
Ensuite, il rapporte plusieurs succès romains dans le Samnium dès 326, avec trois villes capturées : Allifae, Callifae et Rufrium, cités situées dans la haute vallée de la Vulturne.
En 325, les Vestins se rapprochent des Samnites et Rome leur déclare la guerre. Le consul Decimus Iunius Brutus Scaeva en est chargé tandis que Lucius Furius Camillus se voit confier le Samnium. Junius Brutus remporte un grand succès face aux Vestins : d'abord une bataille très meurtrière de part et d'autre puis la fuite des Vestins et la prise d'assaut par les Romains de leurs forteresses, dont Cutina et Cingilia.
| \| \|                                              |
| En orange, localisation approximative d'Imbrinium. |
|                                                    |

Son collègue tombe malade et nomme un dictateur : Lucius Papirius Cursor, « le plus grand général de son temps » selon Tite-Live, et il choisit Quintus Fabius Maximus Rullianus pour maître de cavalerie. Ils mènent une expédition dans le Samnium, et alors que le dictateur est absent, Fabius Maximus en profite pour livrer la bataille d'Imbrinium. La victoire romaine est complète, et Tite-Live rapporte qu'il y aurait peut-être eu 20 000 Samnites tués. Cependant, l'historien romain a plusieurs sources qui se contredisent, certaines rapportent deux batailles et autant de victoires, d'autres ne signalant aucune bataille. Ici se place la célèbre histoire qui voit le dictateur voulant punir à tout prix la désobéissance de son maître de cavalerie, qui en appelle au Sénat puis au peuple. Finalement, le dictateur pardonne mais ne l'acquitte pas. Au camp romain, des fourrageurs romains sont massacrés dans une embuscade sans que le légat n'ose intervenir puis le dictateur de retour voit la victoire lui échapper après une manœuvre volontaire de ses soldats à la suite de l'affaire avec le maître de cavalerie. S'ensuivent une réconciliation générale et une défaite sévère pour les Samnites, qui demandent la paix et obtiennent une trêve d'un an. Le dictateur triomphe alors comme le confirment les Fasti triumphales, le 5 mars.
La trêve n'est pas respectée par les Samnites. En 323, le consul Caius Sulpicius Longus est chargé de la guerre contre eux alors que son collègue Quintus Aulius Cerretanus prend en charge la guerre contre les Apuliens. Tite-Live note que, selon certains historiens, il n'y a pas de guerre contre les Apuliens, mais qu'au contraire, Rome les défend contre les Samnites, mais ce n'est pas l'avis de l'historien romain.
En 322, le dictateur Aulus Cornelius Cossus Arvina part pour le Samnium à la tête d'une armée considérable. Il échappe à une première attaque samnite mais est ensuite contraint à livrer bataille. Son camp est pris mais la cavalerie romaine écrase les pillards et l'armée romaine prend le dessus. La bataille dure encore longtemps mais voit la victoire revenir aux Romains. Le dictateur triomphe selon Tite-Live, sans que cela soit rapporté par les Fasti triumphales.
Tite-Live note que d'autres historiens rapportent que ce sont les consuls qui ont gagné la bataille et triomphé, et les Fasti notent un triomphe du consul Quintus Fabius Maximus Rullianus sur les Apuliens et les Samnites le 18 février, et un autre triomphe la veille de celui de Fabius Rullianus, celui de son collègue de l'année 322 Lucius Fulvius Curvus sur les Samnites.

#### L'analyse des historiens modernes

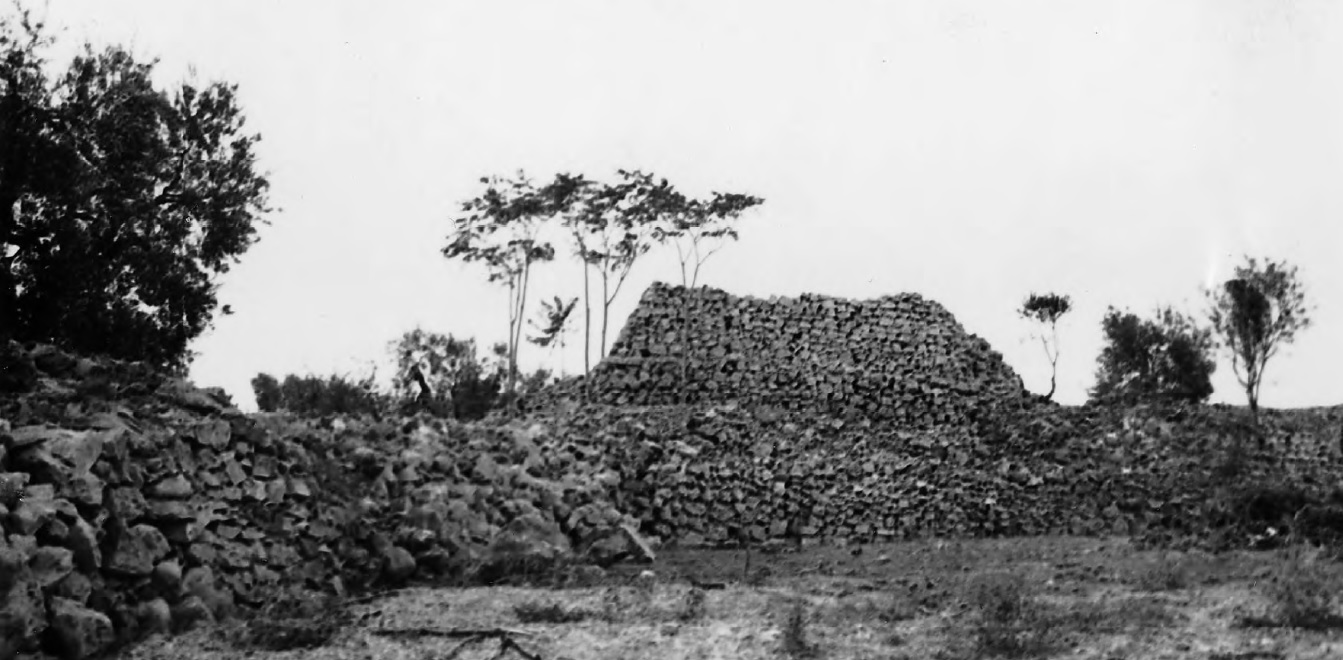
Rempart d'Azetium en Apulie centrale, IVe s. av. J.-C.

Au début de la guerre, afin de contourner les Samnites et ne pas les affronter dans leurs montagnes du Samnium, les Romains interviennent sur le versant adriatique. Ils s'allient à Arpi et Luceria et peuvent compter sur le soutien d'un certain nombre de cités apuliennes menacées par les raids samnites depuis près d'un siècle. Les historiens modernes soulignent bien que Tite-Live parle d'une alliance générale avec les Apuliens dès 326, sans se prononcer sur sa portée,,.
L'alliance avec les Lucaniens n'est quant à elle rapportée par les historiens modernes que pour la troisième guerre samnite et l'intervention de Tarente est généralement rejetée, ainsi que les divers changements d'alliance des Apuliens, qui restent aux côtés de Rome selon les historiens modernes, au contraire de ce que pense Tite-Live. Luceria et Arpi sont dans la zone d'influence de Tarente.
Rome cherche en outre à réduire la zone d'influence des Samnites. En 325, Rome dévaste le territoire des Vestins sur la côte adriatique sous prétexte qu'ils auraient pu se joindre aux Samnites. Ainsi Rome s'ouvre une voie de communication avec l'Apulie.
Les Samnites répondent en lançant une attaque sur Frégelles. Tite-Live mentionne une importante victoire de l'armée romaine dans le Samnium dès 324 sur l'ordre du dictateur Lucius Papirius Cursor, confirmée par la mention de son triomphe dans les Fasti triumphales. Mais selon les historiens modernes, cette victoire est sans doute non décisive et à situer plus sur la frontière du Samnium qu'à l'intérieur du pays, la première offensive au cœur de la confédération ne datant probablement que de 321.

### Les Fourches Caudines et ses conséquences 321-320

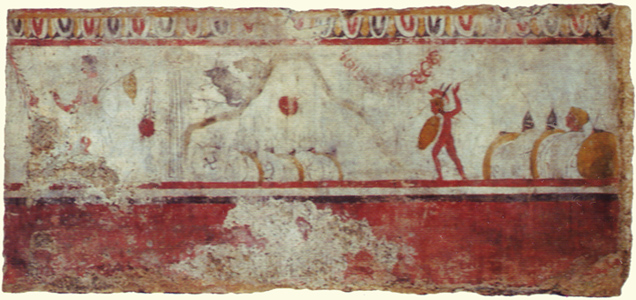
Bataille des Fourches Caudines où sont représentés des soldats samnites. Fresque lucanienne, Musée archéologique national de Paestum, vers 320 av. J.-C.

#### Le récit des auteurs antiques
En 321, le général samnite Caius Pontius s'installe à Caudium tandis que les consuls romains sont près de Calatia. Il fait croire aux Romains que la ville alliée de Luceria, en Apulie, est assiégée par les forces samnites et attire les troupes romaines en territoire samnite, chemin le plus court pour secourir Luceria.
Le chef samnite, plutôt que d'affronter les légions hoplitiques romaines en plaine, laisse les Romains s'enfoncer dans un double défilé entre Capoue et Bénévent, vers les terres samnites dont il a bloqué l'issue. Plaçant ses troupes en hauteur, le chef samnite piège l'armée romaine des consuls Tiberius Veturius Calvinus et Spurius Postumius Albinus,,,.

« Voici comment se présente le site des Fourches Caudines : au sein d'un massif montagneux, deux gorges étroites et boisées commandent le passage ; à peu près à mi-distance une plaine assez étendue, verdoyante et bien arrosée, se trouve prise dans la montagne : c'est par là que passe la route. Mais avant d'atteindre la plaine, il faut franchir les premières gorges. On doit alors choisir entre revenir sur ses pas en reprenant le chemin de l’aller ou, si on veut continuer sa route, sortir par l’autre défilé, plus étroit et plus difficile. »

— Tite-Live, Histoire romaine, IX, 2 - traduction Annette Flobert, 1999.
Ces derniers sont obligés de capituler sans condition. Les troupes passent sous le joug, honte suprême, ayant pour signification de réduire à l'état de bétail les soldats romains. Les consuls doivent en plus ratifier un traité infamant,,,.

« Au vainqueur qui voulait signer la paix, les consuls dirent qu’un traité ne peut être conclu sans un vote du peuple romain, sans fétiaux, sans rites solennels. Il n'y a donc pas de « paix caudine », comme on le croit généralement et comme l'a écrit entre autres Claudius Quadrigarius, mais seulement une convention. »

— Tite-Live, Histoire romaine, IX, 5 - traduction Annette Flobert, 1999.
Tite-Live rapporte que le Sénat refuse de ratifier le traité de paix avec les Samnites que les consuls défaits ont accepté, et eux-mêmes ont discouru au Sénat pour faire refuser cet accord, demandant à être livré pour tenir leur parole. Tite-Live termine en disant que les Samnites refusent d'accepter le sacrifice des deux consuls,.

« Les Samnites ont remporté une victoire non seulement magnifique, mais durable. Ils n'ont pas pris Rome, comme l'ont fait les Gaulois, mais la bravoure et la fierté des Romains, et c'est là un titre de guerre beaucoup plus important. »

— Tite-Live, Histoire romaine, IX, 6 - traduction Annette Flobert, 1999.
Satricum passe ensuite aux Samnites à l'instar de la colonie de Frégelles qui est prise d'assaut en 320. Les Romains repartent immédiatement au combat selon les auteurs antiques et, à Luceria, une armée romaine libère les chevaliers romains livrés comme otage et Tite-Live, sans y croire, signale même que le détachement samnite de 7 000 hommes, dont Pontius lui-même, passe sous le joug,.

#### L'analyse des historiens modernes
| \| \|                                             |
| Localisation approximative des Fourches Caudines. |
|                                                   |

Rome décide de changer de stratégie et de frapper au cœur de l'ennemi, mais subit un désastre dans un défilé menant de Campanie dans le Samnium : les Fourches Caudines,. Le récit de l'historien romain du désastre des Fourches Caudines est accepté dans ces grandes lignes,,.
Si les historiens romains n'occultent pas l'ampleur du désastre militaire et symbolique, ses conséquences immédiates sont passées sous silence. Les sources antiques parlent d'un sursaut immédiat des Romains. Les historiens modernes notent que les sources antiques, tout en rapportant l'ampleur de la défaite et de la capitulation ignominieuse, transforme le désastre en une victoire morale. On peut voir dans le récit antique une projection anticipée d'un désastre postérieur à Numance en 136 : le cas Caius Hostilius Mancinus. Le parallélisme entre ces deux évènements est déjà remarqué par certains auteurs antiques. Les discours et arguments donnés par le Sénat et les consuls selon Tite-Live sont hautement improbables et anachroniques.
Les sources modernes penchent plutôt pour une interruption des combats et surtout pour l’acceptation de la part de Rome de la paix, et donc pour l'existence d'une « paix caudine », au contraire de Tite-Live. La République cède Frégelles, sur la Liris, et même Satricum, dans la plaine pontine non loin de Rome,,. Cela correspond aux anciennes terres des Volsques. De plus, les historiens modernes rejettent complètement l'attaque héroïque contre Luceria en 320.

### Des combats en terres romaines 319-314

#### Le récit des auteurs antiques
En 319, le consul Quintus Aulius Cerretanus vient à bout des Frentaniens et obtient la soumission de leur capitale. L'autre consul, Lucius Papirius Cursor, reprend Satricum, dans les marais pontins et triomphe sur les Samnites le 21 août 319. Selon Tite-Live, les Samnites demandent la paix et obtiennent une trêve de deux années.
En Apulie, qui se bat contre Rome selon l'historien romain, Teanum Apulum et Canusium livrent des otages à Rome et se soumettent en 318. Toute l'Apulie est pacifiée.
Deux nouvelles tribus romaines sont créés, les Ufentina et Falerna en 317.
En 316, le dictateur Lucius Aemilius Mamercinus Privernas remporte une victoire sur les Samnites devant Saticula. Les Samnites assiègent Plistica. En 315, Quintus Fabius Maximus Rullianus devient dictateur, les Samnites abandonnent Plistica pour se porter contre lui près de Saticula. Le général samnite ainsi que le maître de cavalerie Quintus Aulius Cerretanus meurent lors des combats. Saticula est abandonnée par les Samnites et soumise peu de temps après par le dictateur tandis que Plistica est prise d'assaut par les Samnites.
| \| \|                                  |
| Une localisation possible de Lautalae. |
|                                        |

Le théâtre de la guerre se déplace à Sora, passée aux Samnites après le massacre des colons romains. Tite-Live parle alors d'une bataille indécise tout en notant que d'autres antiques antiques parlent d'une défaite romaine à Lautalae. Diodore de Sicile décrit clairement une défaite pendant laquelle le commandant romain se serait honteusement enfui. S'ensuivrait une victoire romaine du dictateur et la reprise de Sora en 314.
Quittant Sora, les consuls attaquent le territoire et les villes des Ausones. Toute la région s'est soulevée après Lautalae et l'arrivée des Samnites. Selon Tite-Live, « la nation ausone est anéantie comme si elle avait livrée aux romains une guerre sans merci, alors qu'on a aucune preuve de défection ».
Des complots se forment un peu partout en Campanie romaine. Concernant Capoue, les auteurs antiques divergent sur sa réaction. Tite-Live signale une simple enquête de Rome quant à sa fidélité, tandis que Diodore de Sicile parle d'une rébellion.
Par ailleurs, selon Strabon, les troupes samnites vont jusqu'à Ardée et ravage la campagne latine non loin de Rome.

#### L'analyse des historiens modernes
Si Rome a très probablement accepté sa défaite et la « paix caudine », celle-ci est de courte durée et les opérations militaires reprennent rapidement selon les historiens modernes. Dans les années qui suivent, Rome est en grande difficulté, devant faire face à de nombreuses défections. Les combats arrivent aux portes de Rome, à Satricum, près de Terracine, non loin de Capoue,.
En 317, Tite-Live rapporte que deux tribus romaines sont créées : la première, la Ufentina, est située au sud du pays des Volsques et des marais pontins, à l'est de Circeii tandis que la deuxième, la Falerna, correspond à l'ager Falernus confisqué au peuple de Capoue après la guerre latine, située au nord de la ville de l’autre côté de la Vulturne.
Selon les historiens modernes, Rome subit une importe défaite à la bataille de Lautulae en 315 av. J.-C., aux confins des terres volsques et aurunques, au sud des marais pontins. L'armée samnite coupe ainsi le Latium des terres romaines plus au sud, et notamment de la Campanie où la domination romaine est ébranlée. L'identité du commandant, le dictateur Quintus Fabius Maximus Rullianus, peut expliquer la raison pour laquelle cette défaite est occultée dans les sources antiques, généralement favorables à la famille des Fabii, comme l'historien Fabius Pictor.
Pour reprendre pied dans la plaine pontine, les Romains défont les Ausones qui se sont peut-être joints aux Samnites. Concernant Capoue, le récit de Diodore de Sicile semble plus probable pour les historiens modernes.

### Retour à un statu quo 314-311

#### Le récit des auteurs antiques
En 314, la garnison romaine de Luceria est livrée aux Samnites selon Tite-Live. L'armée romaine prend d'assaut la ville, les Lucériens et les Samnites sont tués jusqu'au dernier et une colonie romaine est déduite sur place.
Les deux consuls de cette année, Caius Sulpicius Longus et Marcus Poetelius Libo, remportent ensuite une victoire à la frontière du Samnium, faisant 30 000 morts et prisonniers. Ils passent ensuite l'hiver à Bovianum Vetus, prise aux Samnites. Selon les Fasti triumphales, Sulpicius Longus triomphe le 1er juillet.
L'année suivante, en 313, les Samnites soumettent Frégelles forçant les Romains à abandonner Bovianum. Frégelles est reprise sans combat et le dictateur Caius Poetelius Libo Visolus marche ensuite sur Nola, dont il s'empare, avec peut-être Atina et Calatia. Tite-Live précise que certains auteurs attribuent ces prises au consul Caius Iunius Bubulcus Brutus.
Des colonies romaines sont fondées à Suessa chez les Ausones vaincus en 315, Pontia chez les Volsques et Intermna près de Casinum en 313 et 312. Un triomphe romain a lieu en 312 avec Marcus Valerius Maximus sur les Samnites et Sora dans la haute-vallée de la Liris, le 13 août.
Tite-Live, dans son récit de l'année 312, déclare que « la guerre contre les Samnites touche à sa fin ».
L'année suivante, les Samnites assiègent Cluvianum qu'ils prennent. Le consul Caius Iunius Bubulcus Brutus reprend la ville. Selon Tite-Live, il conduit son armée jusqu'à Bovianum Undecumanorum, la capitale des Pentriens, « de loin la ville la plus riche, la mieux défendue et la plus puissante des Samnites ». La ville est prise et le butin considérable. Les Romains sortent par ailleurs vainqueur d'une embuscade. Le consul Iunius Bubulcus triomphe le 5 août 311.

#### L'analyse des historiens modernes
Alors en difficulté sur leurs terres, les Romains ont repris en parallèle leur stratégie de contournement par l'Apulie. Une colonie est fondée à Luceria en 314 av. J.-C.,, qui permet à Rome de contenir les raids samnites dans la région. En plus d'Arpi, Rome s'allie avec Teanum Apulum et Canusium plus au sud,.
Cette même année 314 voit une victoire du consul Caius Sulpicius Longus en Campanie et la reprise en main de Capoue.
À ce moment, Rome semble avoir retourné la situation et atteint ses objectifs, ce que Tite-Live rapporte aussi,. La Campanie est à nouveau reprise en main ainsi que la vallée de la Liris, et Rome décide même d'entreprendre la construction d'une voie romaine reliant Rome à Capoue en 312, la via Appia, preuve que les deux régions du Latium et de la Campanie sont pacifiées.
| Lac Vadimon                  |
| Localisation du lac Vadimon. |
| Lac Vadimon                  |

Le raid de 311 du consul Iunius Bubulcus jusqu'à la capitale des Pentriens, Bovianum Undecumanorum, est par contre rejeté par les historiens modernes.

### L'élargissement du conflit à l'Étrurie 311-308
En 311 av. J.-C., Rome ayant atteint ses objectifs contre les Samnites après avoir repris le contrôle de la Campanie et tenant la vallée du Liris, une offensive ou une contre-attaque est lancée contre les cités étrusques au nord. L'offensive au cœur de l'Étrurie est audacieuse et c'est une première dans l'histoire romaine,. Cette attaque est décisive et les Romains battent les Étrusque au lac Vadimon. En 308, les dernières résistances étrusques sont vaincues.
Cette guerre marque le début du déclin des Étrusques. Désormais, Rome est en mesure d'intervenir dans les affaires internes des cités étrusques.
En 310, Rome doit aussi faire face aux Ombriens qui s'inquiètent de voir des opérations romaines si haut sur le Tibre. Ils sont aussi vaincus.

### Des rébellions contre Rome 308-304

#### Le récit des auteurs antiques

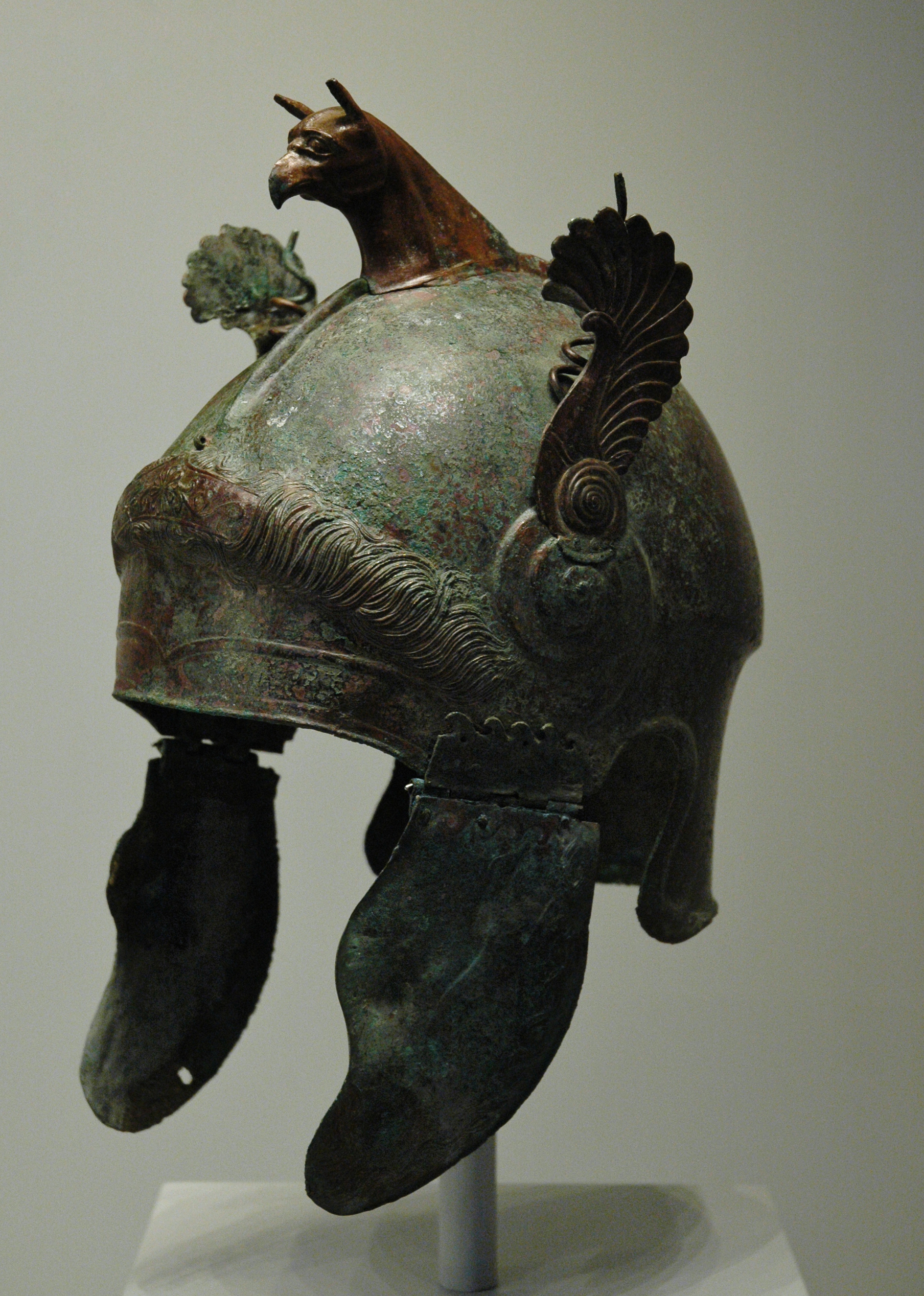
Un casque attique de cérémonie typique trouvé dans de nombreuses tombes samnites, vers 300 av. J.-C..

Tite-Live détaille peu ensuite les opérations contre les Samnites entre 310 et 308, se concentrant sur la guerre romano-étrusque. En 310, le consul Caius Marcius Rutilus Censorinus enlève Allifae aux Samnites. De nombreuses forteresses et bourgs sont pris. Des soldats du commandant de la flotte Publius Cornelius Scipio sont tués au retour d'un pillage aux alentours de Nuceria. Une autre défaite romaine est signalée, celle du consul Marcius Rutilus. Lucius Papirius Cursor, nommé dictateur, remporte une victoire sur les Samnites et triomphe le 15 octobre 309. En 308, le consul Quintus Fabius Maximus Rullianus, de retour de sa campagne étrusque, s'empare de Nuceria et vainc les Samnites.
L'année 308 voit l'entrée en guerre des Marses, pour la première fois contre Rome, et des Péligniens.
En 307, le consul Lucius Volumnius Flamma Violens « remporte de nombreux succès et prend quelques villes d'assaut ». Le proconsul Fabius Maximus livre près d'Allifae une bataille rangée contre les Samnites et remporte la victoire. Tite-Live ajoute que les vaincus passent sous le joug.
Parmi les prisonniers se trouvent des soldats herniques. Une enquête est menée par Rome poussant Anagni et d'autres cités herniques à se rebeller en 306, tandis que certaines villes restent fidèles à Rome. Le consul Quintus Marcius Tremulus est chargé de la guerre contre les Herniques révoltés, et reçoit rapidement leur capitulation, eux qui « ne tentèrent rien qui ne méritent d'être mentionnés » selon Tite-Live. Le consul Marcius Tremulus triomphe sur Anagni et les Herniques le 29 juin et se voit décerner une statue équestre au Forum Romain. Trois cités herniques, Aletrium, Verulae et Ferentinum gardent leur loi tandis que les autres cités, dont Anagni, sont annexées.
En 306, les Samnites prennent Calatia et Sora. Le consul Marcius Tremulus est attaqué avant de rejoindre son collègue Publius Cornelius Arvina, mais celui-ci se porte à son secours. Les Samnites, pris en tenaille, sont massacrés : 30 000 morts selon Tite-Live.
En 304, une guerre contre les Èques, qui ont aidé les Samnites, est menée. Les Romains attaquent les bourgs fortifiés èques les uns après les autres, et ils sont presque tous détruits et incendiés. Tite-Live conclut en disant « qu'on peut dire que la nation èque est exterminée ». Publius Sempronius Sophus triomphe sur les Èques le 24 septembre.
Enfin, les Marrucins, les Marses, les Péligniens et les Frentans concluent des traités d'amitié avec Rome.

#### L'analyse des historiens modernes
En l'an 308 av. J.-C., les Marses, les Péligniens et les Èques se révoltent contre Rome à la suite de raids samnites. Les Volsques s'agitent aussi.
En l'an 306, c'est au tour des Herniques d'Anagni de se soulever contre Rome à la suite d'une attaque samnite au-delà de la vallée du Liris, dans celle du Tolerus menant à Rome,. Ils sont facilement vaincus par les Romains. Comme punition, Anagni et les autres villes herniques qui se sont révoltées sont annexées à la République romaine. Les autres cités restées fidèles sont autorisées à conserver leur autonomie et à jouir de droits similaires à ceux des Latins.
La capitulation des Èques en 304 ainsi que les alliances avec les peuples italiques permettent à la République romaine d'être liée à l'Apulie.

### Retournement de situation et victoire romaine 305-304

#### Le récit des auteurs antiques
| Bovianum Undecumanorum                  |
| Localisation de Bovianum Undecumanorum. |
| Bovianum Undecumanorum                  |

En 305, des incursions samnites ont lieu dans la plaine de la Stella, en Campanie. Les consuls Lucius Postumius Megellus et Tiberius Minucius Augurinus se séparent, l'un allant vers Tifernum Samniticum et l'autre vers Bovianum Undecumanorum. Tite-Live rapporte qu'à Tifernum, ces sources divergent, parlant parfois d'une victoire romaine de Postumius Megellus, ou d'une bataille indécise. Les deux consuls se rejoignent ensuite et remportent une grande victoire. Le général samnite Statius Gellius est tué. Le lendemain, les Romains attaquent Bovianum qui ne tarde pas à tomber. Les deux consuls triomphent ensuite. Tite-Live précise que certains auteurs voit aussi Tiberius Minucius Augurinus être tué lors de la bataille qui voit le général samnite tomber, et que c'est son suffect, Marcus Fulvius Curvus Paetinus, qui est présent à Bovianum. Les Fasti triumphales donne en effet à Fulvius Curvus un triomphe sur les Samnites le 5 octobre.
Dans le même temps, Sora, Arpinum et Cesennia sont reprises aux Samnites. L'année suivante, en 304, voit le dernier triomphe romain sur les Samnites, le 29 octobre par Publius Sulpicius Saverrio.
Tite-Live conclut en disant que l'ancien traité entre Rome et les Samnites est rétabli.

#### L'analyse des historiens modernes
Les consuls Lucius Postumius Megellus et Tiberius Minucius Augurinus de l'an 305 bloquent une attaque ennemie mettant un coup d'arrêt décisif aux raids samnites en Campanie et dans le Latium. Ils passent ensuite à l'offensive, séparément mais tous deux par le pays des Sidicins. Une bataille s'engage pour l’entrée dans le pays des Samnites Pentriens, la tribu la plus importante. Minucius meurt au combat mais l'armée samnite est détruite à la bataille de Bovianum et le chef Statius Gellius capturé ou tué.
Les Samnites privés de troupes dans cette région, perdent la capitale des Pentriens. Cette dernière, Bovianum Undecumanorum, tombe aux mains des Romains,.
Il s'agit là d'un raid audacieux mais non décisif. C'est la première offensive romaine au cœur du Samnium de toute la guerre. Il reste cependant aux Samnites des forces non négligeables, mais la perte d'une des capitales samnites, ainsi et surtout que la durée de cette longue guerre, plus de vingt années, ont épuisé les Samnites et les incitent à conclure une trêve avec Rome en 304.
Les conditions de paix ne sont pas trop dures pour les Samnites, qui cèdent tout de même les pourtours du Samnium : la Campanie à l'ouest et l'Apulie à l'est, où la domination romaine s'y étend, mais les Vestins restent dans la sphère d'influence samnite. La vallée du Liris passe entièrement entre les mains de Rome ainsi que le pays des Aurunces mais les Samnites gardent par exemple la forteresse d'Atina dans les montagnes toutes proches,.
De plus, Rome fait renouveler les termes d'alliance qui liaient les deux pays entre 354 et 343 puis entre 341 et 327, à l'exception de la période de la première guerre samnite entre 343 et 341.

## Les suites de la guerre

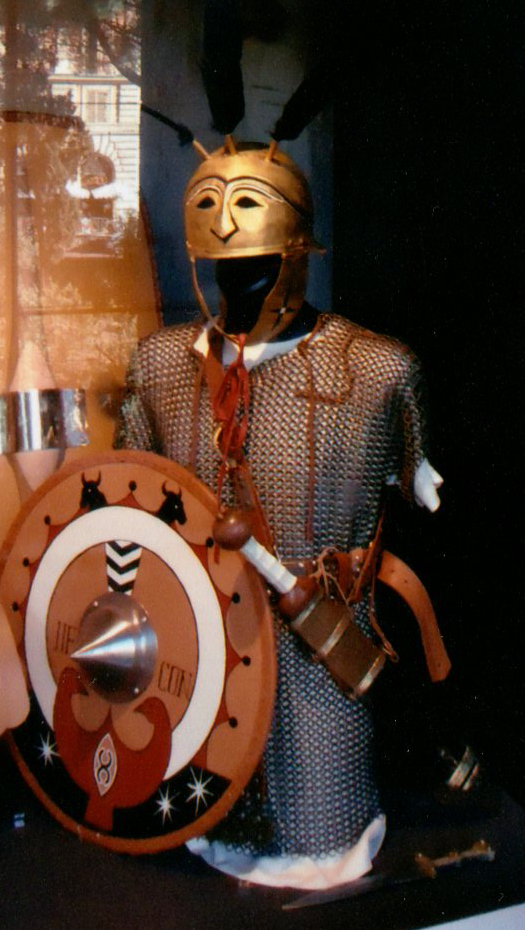
Réplique d'une armure d'un triarius, avec glaive et bouclier, Colisée, Italie.

Cependant, cette trêve permet à Rome d'étendre sa domination sur la Campanie tout entière, en commençant par Naples et l'alliance conclue en 326, mais aussi en assurant sa prise sur Capoue qui s'est révoltée en 315-314. De plus, Nola et Nuceria, alliées aux Samnites au début de la guerre, sont dorénavant des cités alliées à Rome.
Plus proche de Rome, la vallée de la Liris est renforcée, avec des colonies latines déduites à Suessa Aurunca, l'île de Pontia, Interamna,, et la garnison de Sora est renforcée.
En 303, la colonie d'Alba Fucens est fondée, puis en 298, Carsioli qui permettent de surveiller les Èques et les Marses, ces deux peuples ayant tenté d'empêcher l'installation des colonies. Rome s'allie par ailleurs avec plusieurs peuples italiques, telles que les Péligniens, les Marrucins, les Frentans et les Vestins. Cela permet à la République romaine d'être liée à l'Apulie.
Au nord, à la suite de la victoire sur les Étrusques et les Ombriens, Rome commence à jouer le rôle d'arbitre dans les conflits internes des cités étrusques. En Ombrie, Rome s'allie avec Ocriculum et déduit une colonie à Narni en 299. Sur la côté adriatique, les Romains s'allient avec les Picènes,.
Rome sort plus puissante de cette longue guerre, ayant modernisé son armée et ses tactiques militaires, devenant le plus grand état d’Italie consolidé par de nombreuses alliances et déductions de colonies.
La trêve dure de l’an 304 à l'an 299 mais permet à Rome de se renforcer et de faire face aux Samnites, mais aussi aux Étrusques, aux Ombriens et aux Gaulois et à d'autres peuples italiques durant la troisième guerre samnite puis la lente conquête romaine de l'Étrurie qui voit Rome dominer puis annexer tous les peuples italiques du centre de la péninsule. Les premiers combats dès 302 contre les Étrusques.